# 풋프린팅
풋프린팅(Footprinting)은 컴퓨터 시스템들과 그것들이 속한 엔티티들에 대한 정보를 모으는 기법이다. 이것은 다양한 컴퓨터 보안 기법들을 이용한다.
- DNS 쿼리
- 네트워크 열거
- 네트워크 쿼리
- 운영 체제 식별
- 조직적인 쿼리
- 핑 스위프
- 컨택트 쿼리의 포인트
- 포트 스캔
- 등록된 쿼리 (WHOIS 쿼리)
- SNMP 쿼리
- 월드 와이드 웹 스파이더링

컴퓨터 보안 어휘로 사용될 때 "풋프린팅"은 일반적으로 공격 전 국면의 하나를 가리킨다. 즉, 실제 공격 이전에 수행된다. 풋프린팅을 위해 사용되는 툴들 중 몇몇으로 Sam Spade, nslookup, traceroute, Nmap 그리고 neotrace가 있다.

## 소개
풋프린팅은 특정한 컴퓨터와 관련된 사용자 그리고 시스템들에 대한 정보를 함께 모으는 것이다. 이 정보를 얻기 위해, 해커들은 다양한 툴들과 기법들을 사용한다. 이 정보는 해커가 전체 시스템을 크래킹할 때 매우 유용하며, 아주 강력해질 수 있다.

## 풋프린팅의 사용
이것은 해커가 당신의 모든 정보에 완벽한 접근을 할 수 있게 한다. 해커는 당신의 웹사이트에서 이름, 메일 주소 등의 기본적인 정보만을 갖고 시작할 것이다.

## 크롤링
크롤링은 대상에 관한 필요한 정보를 얻기 위해 인터넷 검색을 하는 과정이다. 검색하는 사이트로는 대상의 웹사이트, 블로그 그리고 SNS 등이 있다. 이 방법으로 획득된 정보는 다른 방법들에서도 매우 유용하게 쓰인다.

## Whois
후이즈는 대상 웹사이트에 관한 정보를 얻는데 쓰이는 웹 애플리케이션으로서, 관리자의 이메일 주소나 등록에 관한 자세한 사항들을 얻을 수 있다. 후이즈는 매우 큰 데이터베이스이며 거의 모든 웹사이트들에 대한 정보를 가지고 있다. 이것은 도메인 네임으로도 찾을 수 있다.

## 검색 엔진
구글같은 검색 엔진들도 또한 대상 시스템에 대한 정보를 얻기 위해 사용될 수 있다. 이것은 당신이 검색 엔진을 사용하고 정보를 모으는지에 대해서 얼마나 아는지에 의존한다. 만약 적절히 사용한다면, 공격자는 회사에 대한 많은 정보뿐만 아니라 정책 등을 얻을 수 있다.

## Tracert
정보는 또한 Tracert ("trace route") 명령어를 통해서도 얻을 수 있는데, 이것은 당신과 대상 시스템의 네트워크 상의 경로를 추적해 준다. 리눅스에서는 traceroute 명령어를 통해 가능하다.

## SNS
SNS는 for Social Networking Sites를 의미한다. SNS 또한 풋프링팅에 사용될 수 있다.

## 같이 보기
- 디지털 발자국
- 네트워크 보안